# Carl Paal
Carl Ludwig Paal (ur. 1 lipca 1860 w Salzburgu, zm. 11 stycznia 1935 w Lipsku) – niemiecko-austriacki chemik.

## Życie i praca
Paal studiował chemię na Uniwersytetach w Monachium, Heidelbergu a potem w Erlangen. Obronił pracę doktorską w 1884 roku pod kierunkiem Emila Fischera. Od 1912 roku do 1929 był dziekanem wydziału chemii na Uniwersytecie w Lipsku.
Wraz z Ludwigiem Knorrem opracował metodę syntezy nazwaną potem od ich nazwiska syntezą Paala-Knorra.

## Literatura
- Messow, U. Krause, K.; Einicke, WD: Chemical Engineering 49 (1997) No. 6, p. 267-274